# 5514-es mellékút (Magyarország)
Az 5514-es mellékút egy bő 6,5 kilométeres hosszúságú, négy számjegyű mellékút Csongrád-Csanád vármegye délnyugati részén; Mórahalom központját köti össze keleti és nyugati irányban is az 55-ös főúttal; korábban, a város északi elkerülőjének forgalomba helyezése előtt a főút része volt.

## Nyomvonala
Mórahalom külterületén, a településtől keletre ágazik ki az 55-ös főútból, annak a 18+550-es kilométerszelvényénél létesült körforgalmú csomópontból, délnyugat felé. Nagyjából 1,2 kilométer után éri el a város első házait, onnét István király út néven húzódik, immár nyugat felé. A központban ismét áthalad egy körforgalmon, amelybe észak felől az 5432-es, dél felől pedig az 5512-es út csatlakozik bele. A folytatásban már a Szegedi út nevet viseli, így is lép ki a belterületről annak nyugati szélét elhagyva, mintegy 3,5 kilométer után. 5,5 kilométer megtételét követően északnyugati irányt vesz, és nem sokkal ezután véget is ér, visszatorkollva az 55-ös főútba, kevéssel annak a 25. kilométere után.
Teljes hossza, az országos közutak térképes nyilvántartását szolgáló kira.gov.hu adatbázisa szerint 6,608 kilométer.

## Története
1934-ben a kereskedelem- és közlekedésügyi miniszter 70 846/1934. számú rendelete másodrendű főúttá nyilvánította, a Szeged-Baja-Bátaszék közti 54-es főút részeként. Később a közúthálózat egyes elemeinek átszámozásával az 55-ös főút része lett, a Kartográfiai Vállalat 1970-es kiadású Magyarország autótérképe már úgy tünteti fel. A Mórahalmot elkerülő főút-szakasz 2015-ös átadását követően minősíthették csak át mellékúttá.